# فالديلاكالزادا
بلدية فالديلاكالزادا (بالإسبانية: Valdelacalzada)‏, هي إحدى بلديات مقاطعة بطليوس, التي تقع في منطقة إكستريمادورا, والتي تقع في غرب إسبانيا. يبلغ عدد سكانها 2.599 نسمة وفقاً لإحصائية سنة (2002).